# Ставки (Бершадский район)
Ставки́ (укр. Ставки, пол. Stawki) — село на Украине, находится в Гайсинском (до 17.07.2020 — в Бершадском) районе Винницкой области.
Код КОАТУУ — 0520484803. Население по переписи 2001 года составляет 1434 человека. Почтовый индекс — 24452. Телефонный код — 4352.
Занимает площадь 35 км².

## Адрес местного совета
24452, Винницкая область, Бершадский р-н, с. Ставкы, ул. Ленина, 62.